# Jorge Ortega
Jorge Miguel Ortega Salinas (Asunción, 16 aprile 1991) è un calciatore paraguaiano, attaccante del Tacuary.

## Carriera

### Club
Cresce nelle giovanili del Tacuary, nelle cui file nel 2007 diventa il miglior goleador APF a livello giovanile con 22 gol. Fa il suo debutto nel massimo campionato paraguaiano a 15 anni, il 22 settembre 2007, nella partita contro il Sol de América, firmando pochi minuti dopo il suo ingresso in campo il gol del definitivo 1-1.
Nel campionato 2008 (apertura e clausura) colleziona 26 presenze e 2 gol. prima di essere ceduto in prestito, nel mercato invernale 2009, al Lecce, squadra con cui disputa il Campionato Primavera. Nel 2009 fa ritorno al club di origine.

### Nazionale
Con la sua nazionale di categoria disputa tra l'altro il Campionato sudamericano di calcio Under-20 2011.